# 度羅楽
度羅楽（とらがく）は、日本に伝わった系統不明の雅楽の一種である。

## 概要
「度羅」については、耽羅（現在の済州島）か、あるいは中央アジアの大夏（トハラ）、あるいは タイに存在したドヴァーラヴァティー王国に比定する説などがあり、定説を見ていない。
楽師の数は、『令集解』に引用されている雅楽大属尾張浄足説では、儛師・歌師各1名ずつで、
1. 「婆理儛」 - 6人のうち、2人で刀と楯を持って舞い、4人で鉾を持って立つ
2. 「久太儛」 - 20人で舞う
3. 「那禁女儛」 - 5人のうち、3人が儛人、2人が花取を演じる。
4. 「韓、楚と女を奪う舞」 -20人のうち、5人が甲を著して刀を帯びる

というものであった。度羅楽は天平勝宝4年（753年）4月の大仏開眼会にも演奏されたという。
正倉院御物の中に、婆理・久太の装束と大刀が保存されており、婆理の仮面は東大寺に残されている。
『続日本紀』によると、天平3年（731年）6月に「雅楽寮の雑楽生の員を定む」とあり、これにより楽生の数が決められている。それによると、度羅楽は62人であるが、上述の尾張浄足の説によると、儛師・歌師を除く儛人の数は51人となっている。楽師の数は、大同4年（809年）3月の格でも「度羅楽師二人〈鼓師・儛師〉」とあり、変更されてはいない。
天平宝字7年（763年）1月の渤海使の饗応の際に、「吐羅」楽は唐楽・林邑楽、そのほか東国・隼人の楽とともに演奏されており、その折に朝廷は安史の乱で唐の皇帝玄宗・粛宗が相次いで崩御したことなどを聞かされている。